# Емманюель Каррер
Емманюель Каррер (фр. Emmanuel Carrère; 9 грудня 1957 , XVI округ Парижа ) — французький письменник, сценарист, кінорежисер.

## Життєпис
Мати — відомий радянолог Елен Каррер д'Анкосс, уроджена Зурабішвілі, з сім'ї грузинських емігрантів. Емманюель закінчив Інститут політичних досліджень у Парижі. Починав як кінокритик в журналах Positif і Télérama, його перша книга була присвячена життю і творчості Вернера Герцога (1982).

## Творчість
Автор п'яти романів (роман Зимовий табір у горах, 1995, отримав премію Феміна і був екранізований Клодом Міллером у 1998, фільм отримав премію журі Каннського МКФ), кількох книжок оповідань. Опублікував романізовані біографії Філіпа Діка (1993) та Едуарда Лимонова (2011, премія Ренодо).
Як сценарист і режисер працює в кіно і на телебаченні.

### Родина
Двоюрідний брат відомого американського журналіста Пола Хлєбникова.

## Визнання
- 1995 — Премія Феміна, роман «Зимовий табір у горах»
- 2010 — Велика премія Французької Академії — за сукупність створеного.
- 2011 — Премія Ренодо — за роман-біографію «Лимонов[ru]» про російського письменника і дисидента Едуарда Лимонова[4].